# 近藤重三郎 (初代)

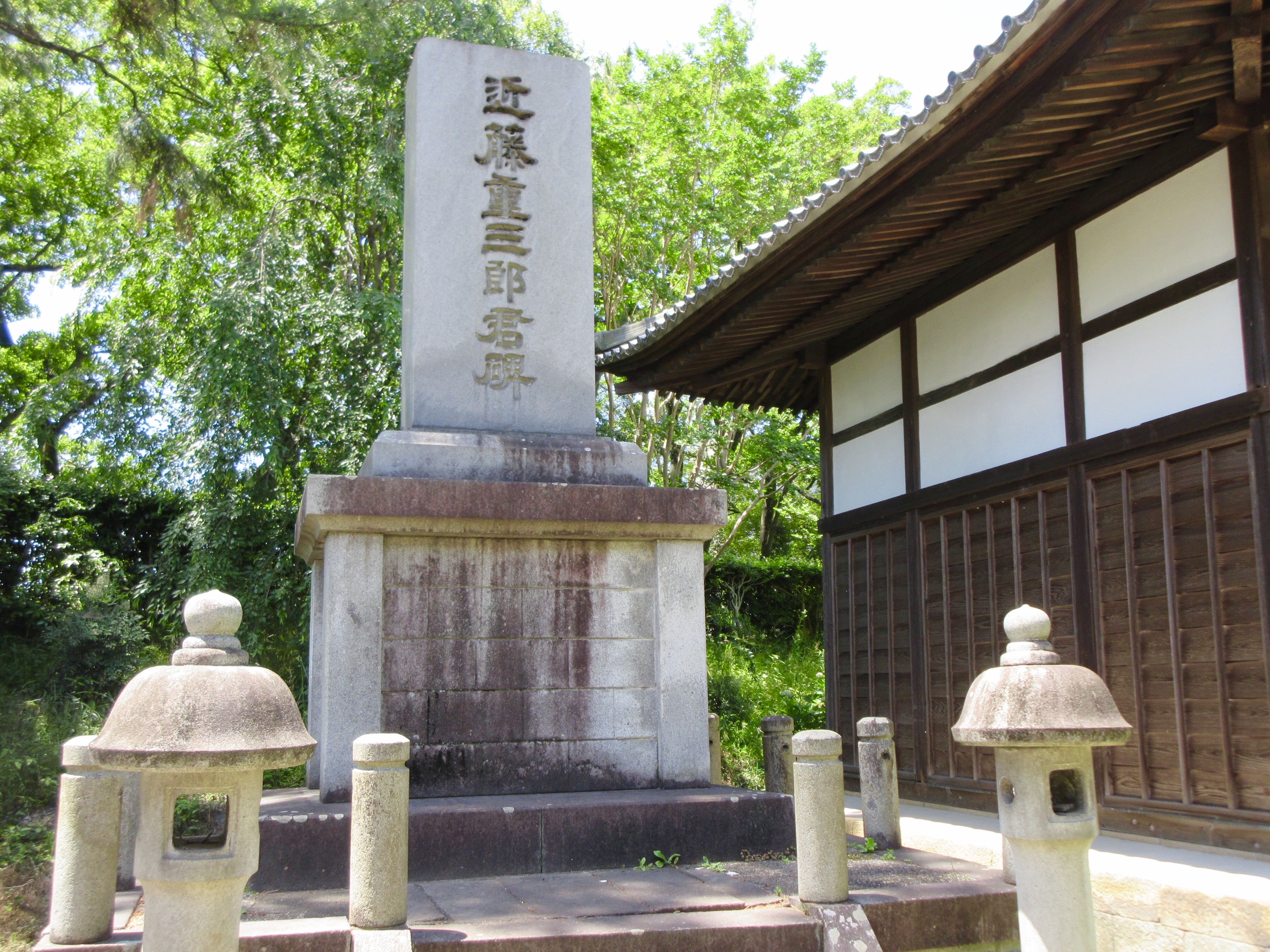
満性寺（岡崎市菅生町）にある顕彰碑

近藤 重三郎（こんどう じゅうさぶろう、1852年3月5日〈嘉永5年2月15日〉 - 1910年〈明治43年〉3月6日）は、明治時代における愛知県岡崎市の実業家・政治家である。
味噌・醤油醸造業「伊勢屋」を営む傍ら、有志とともに同地の電力会社岡崎電灯を起業し、同社を中心に電気事業に関わる。政界では岡崎町会議員・愛知県会議員を歴任した。死後は養嗣子が2代目近藤重三郎（1886年 - 1953年）を襲名している。

## 経歴
近藤重三郎は、嘉永5年2月15日（新暦：1852年3月5日）、三河国御油（現・愛知県豊川市御油町）の中村家に生まれた。幼名は安吉。生家の中村家は東海道の宿場御油宿で味噌・醤油醸造業と旅籠「大津屋」を営む旧家で、7代目当主の慶蔵は名望家として知られた。重三郎はその長男であったが、田舎での商売を嫌い19歳のとき名古屋へと出奔する。連れ戻されるものの、母親の実家で饅頭屋「伊勢屋」を営む岡崎の近藤家に預けられた。
その後近藤家を継ぐと家業を発展させ、清酒醸造業に乗り出し、次いで味噌・醤油醸造業を始めた（1884年創業）。家業の傍らで政界にも進出しており、1889年（明治22年）、岡崎町会の設置に伴い町会議員に当選した。その頃、愛知県会では木曽川改修工事費の負担問題とそれに絡む「三河分県論」で混乱していた。重三郎は分県派を支援して西三河各地を遊説、1890年（明治23年）の第1回衆議院議員総選挙では分県派早川龍介・今井磯一郎の当選に尽力する。こうした活動から品川弥二郎の知遇を得て、後に国民協会へ入会した。

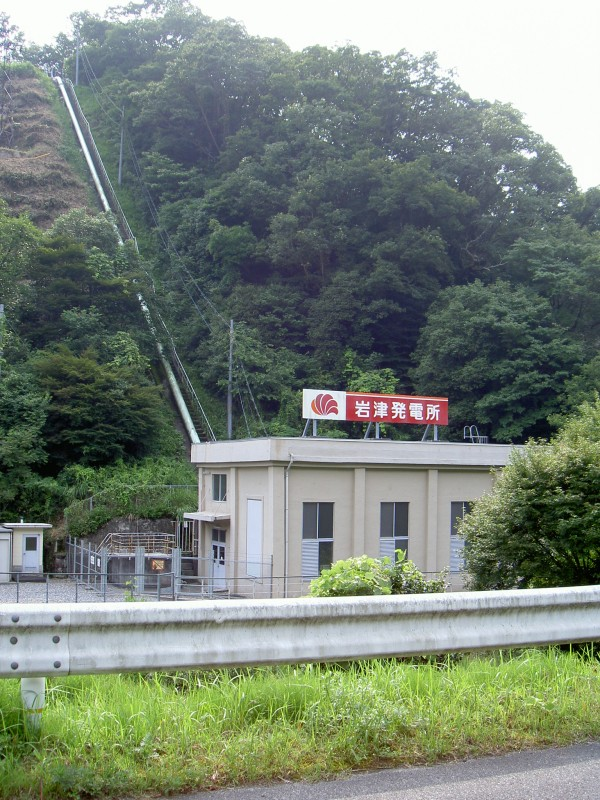
岩津発電所（2005年撮影）。建屋は建設当初からのものではない。

実業界では商業会議所や米穀取引所の設立に参加する。さらには岡崎における電気事業の起業にも取り組んだ。電気事業は町内で呉服商「沢津屋」を営む杉浦銀蔵（2代目）と「丸藤旅館」を営む田中功平との共同出資によるもので、1896年（明治29年）に資本金3万円の岡崎電灯合資会社を設立する。起業にあたっての近藤の役割は用地買収交渉であった。翌1897年（明治30年）、矢作川水系の郡界川に出力50キロワットの岩津発電所が完成。同年7月8日、県内3番目、中部地方でも8番目の電気事業者として岡崎電灯は開業をみた。
岡崎電灯は開業直後に資金不足に陥るが、急死した杉浦銀蔵の跡を継いだ3代目杉浦銀蔵の主導で事業が軌道に乗った。重三郎は資金の大部分を電気事業に投じたため家業・伊勢屋の経営は一時窮屈になるが、岡崎電灯の発展でその利益を伊勢屋へ回すことが可能となったため伊勢屋の事業も拡大した。1907年（明治40年）、岡崎電灯が資本金50万円の株式会社組織へと改組した際、杉浦・田中とともに同社の取締役に就任。また岡崎電灯の成功を受けて、その創業者3人は今井磯一郎らを入れて1901年（明治34年）に三河電力（後の東海電気）を設立、別途発電所を建設して順次瀬戸・名古屋方面への送電を始めた。同社で重三郎は取締役（後に専務取締役）を務め、名古屋の電力会社名古屋電灯へと吸収された後は同社取締役も兼ねた（1907年7月就任）。
1907年4月、岡崎商業会議所（現・岡崎商工会議所）の副会頭に就任。同年9月25日には立憲政友会所属で愛知県会議員に当選した。しかし1910年（明治43年）3月腸チフスに罹り、6日に急死した。58歳没。岡崎商業会議所副会頭・愛知県会議員在任中であった。

## 家族
生家は御油で味噌・醤油醸造業を営む中村家で、父は7代当主の中村慶蔵（1892年没）。重三郎が母方の近藤家を継いだため、弟の光蔵（慶蔵三男・1855年 - 1934年）が後継者となり、1892年（明治25年）8代当主となって中村慶蔵の名を襲名した。8代慶蔵は1919年（大正8年）に事業を法人化して大津屋株式会社（現・イチビキ）を設立している。
重三郎は養子に中村家から甥にあたる藤一（1886年 - 1953年）を迎えた。藤一は1910年に家督を継ぐと「近藤重三郎」を襲名する。この2代目重三郎の下で近藤家の家業である味噌・醤油醸造業「伊勢屋」は拡大、1912年（大正元年）に合名会社組織となり、次いで1921年（大正10年）には伊勢屋株式会社となった。また2代目重三郎は1924年（大正13年）の第15回衆議院議員総選挙に当選し、1期のみ衆議院議員を務めている。